# Enrica Rinaldi
Enrica Rinaldi (ur. 11 sierpnia 1998) – włoska zapaśniczka startująca w stylu wolnym. Zajęła 21. miejsce na mistrzostwach świata w 2022 roku. 
Brązowa medalistka mistrzostw Europy w 2022 i 2024; piąta w 2020 i 2025. Wicemistrzyni igrzysk śródziemnomorskich w 2022. Druga na MŚ wojskowych w 2023 i trzecia w 2025. 
Trzecia na MŚ U-23 w 2021, a także na ME w 2018 i 2021. Druga na ME juniorów w 2018 roku.